# Ladislav Miko
Ladislav Miko (ur. 9 kwietnia 1961 w Koszycach) – czeski biolog, urzędnik państwowy i europejski, w latach 2002–2005 wiceminister środowiska, w 2009 minister środowiska.

## Życiorys
Absolwent biologii na Uniwersytecie Karola w Pradze (1984), doktoryzował się na tej uczelni w 1996 w zakresie zoologii i ekologii. Habilitację uzyskał w 2009 na Czeskim Uniwersytecie Rolniczym w Pradze, po czym został docentem na tej uczelni.
Pracował początkowo w jednym z instytutów Słowackiej Akademii Nauk (1984–1992). Był założycielem Partii Zielonych na Słowacji, później nie angażował się w działalność partyjną. Od 1992 do 2001 zatrudniony w czeskim inspektoracie ochrony środowiska, w latach 2002–2005 zajmował stanowisko wiceministra środowiska.
W 2005 przeszedł do pracy w Komisji Europejskiej, gdzie został dyrektorem w Dyrekcji Generalnej ds. Środowiska. Od maja do listopada 2009 sprawował urząd ministra środowiska w technicznym rządzie Jana Fischera. Powrócił następnie do KE na dotychczas zajmowane stanowisko. W 2011 awansowany na zastępcę dyrektora generalnego w Dyrekcji Generalnej ds. Zdrowia i Bezpieczeństwa Żywności. W 2017 otrzymał nominację na dyrektora Przedstawicielstwa Komisji Europejskiej na Słowacji (od 2018).